# Tatjana Maria
Tatjana Maria (apellido de soltera Malek, Bad Saulgau, Alemania Federal, 8 de agosto de 1987) es una tenista alemana.

## Biografía
En abril de 2013 se casó con Charles Edouard Maria y adoptó su apellido.
Tienen una hija llamada Charlotte, nacida el 20 de diciembre de 2013. Después de un breve descanso de la práctica del tenis, Tatjana Maria regresó al circuito y desde entonces viaja con su hija por todo el mundo. En 2021 tuvo un segundo hijo.

## Títulos WTA (8; 4+4)

### Individual (4)
| Leyenda                                |
| -------------------------------------- |
| Grand Slam (0)                         |
| Juegos Olímpicos (0)                   |
| WTA Finals (0)                         |
| P. Mandatory & Premier 5, WTA 1000 (0) |
| Premier, WTA 500 (1)                   |
| International, WTA 250 (3)             |

| N.º | Fecha               | Torneo       | Superficie    | Oponente en la final | Resultado     |
| --- | ------------------- | ------------ | ------------- | -------------------- | ------------- |
| 1.  | 24 de junio de 2018 | Mallorca     | Hierba        | Anastasija Sevastova | 6-4, 7-5      |
| 2.  | 10 de abril de 2022 | Bogotá       | Tierra batida | Laura Pigossi        | 6-3, 4-6, 6-2 |
| 3.  | 9 de abril de 2023  | Bogotá       | Tierra batida | Peyton Stearns       | 6-3, 2-6, 6-4 |
| 4.  | 15 de junio de 2025 | Queen's Club | Césped        | Amanda Anisimova     | 6-3, 6-4      |

### Dobles (4)
| Leyenda                                |
| -------------------------------------- |
| Grand Slam (0)                         |
| Juegos Olímpicos (0)                   |
| WTA Finals (0)                         |
| P. Mandatory & Premier 5, WTA 1000 (0) |
| Premier, WTA 500 (0)                   |
| International, WTA 250 (4)             |

| N.º | Fecha                    | Torneos  | Superficie    | Pareja              | Oponentes en la final                | Resultado              |
| --- | ------------------------ | -------- | ------------- | ------------------- | ------------------------------------ | ---------------------- |
| 1.  | 16 de septiembre de 2012 | Quebec   | Dura (i)      | Kristina Mladenovic | Alicja Rosolska Heather Watson       | 7-6(5), 6-7(6), [10-7] |
| 2.  | 16 de abril de 2016      | Bogotá   | Tierra batida | Lara Arruabarrena   | Gabriela Cé Andrea Gámiz             | 6-2, 4-6, [10-8]       |
| 3.  | 3 de marzo de 2018       | Acapulco | Dura          | Heather Watson      | Kaitlyn Christian Sabrina Santamaria | 7-5, 2-6, [10-2]       |
| 4.  | 22 de septiembre de 2019 | Seúl     | Dura          | Lara Arruabarrena   | Hayley Carter Luisa Stefani          | 7-6(7), 3-6, [10-7]    |

#### Finalista (4)
| N.º | Fecha                 | Torneos     | Superficie    | Pareja             | Oponentes en la final            | Resultado |
| --- | --------------------- | ----------- | ------------- | ------------------ | -------------------------------- | --------- |
| 1.  | 26 de julio de 2009   | Bad Gastein | Tierra batida | Andrea Petković    | Andrea Hlaváčková Lucie Hradecká | 2-6, 4-6  |
| 2.  | 12 de octubre de 2014 | Osaka       | Dura          | Lara Arruabarrena  | Shuko Aoyama Renata Voráčová     | 1-6, 2-6  |
| 3.  | 19 de julio de 2015   | Bastad      | Tierra batida | Olga Savchuk       | Kiki Bertens Johanna Larsson     | 5-7, 4-6  |
| 4.  | 29 de abril de 2016   | Rabat       | Tierra batida | Ioana Raluca Olaru | Xenia Knoll Aleksandra Krunić    | 3-6, 0-6  |

## Actuación en TorneosGrand Slam

### Individual
| Torneos                   | 2007 | 2008 | 2009 | 2010 | 2011 | 2012 | 2013 | 2014 | 2015 | 2016 | 2017 | 2022 | G–P   |
| ------------------------- | ---- | ---- | ---- | ---- | ---- | ---- | ---- | ---- | ---- | ---- | ---- | ---- | ----- |
| Grand Slam                |      |      |      |      |      |      |      |      |      |      |      |      |       |
| Abierto de Australia      | A    | 1R   | 2R   | 1R   | A    | A    | A    | A    | 1R   | 2R   | A    |      | 2–5   |
| Roland Garros             | A    | A    | A    | 1R   | A    | A    | 1R   | A    | 1R   | 2R   |      |      | 1–4   |
| Wimbledon                 | 1R   | A    | 2R   | 1R   | A    | A    | 1R   | A    | 3R   | 1R   |      | SF   | 8–7   |
| Abierto de Estados Unidos | 1R   | A    | 1R   | A    | A    | 2R   | A    | A    | 1R   | A    |      |      | 1–4   |
| G–P                       | 0–2  | 0–1  | 2–3  | 0–3  | 0–0  | 1–1  | 0–2  | 0–0  | 2–4  | 2–3  | 0–0  | 5-1  | 12-20 |

### Dobles
| Torneos                   | 2007 | 2008 | 2009 | 2010 | 2011 | 2012 | 2013 | 2014 | 2015 | 2016 | 2017 | G–P   |
| ------------------------- | ---- | ---- | ---- | ---- | ---- | ---- | ---- | ---- | ---- | ---- | ---- | ----- |
| Grand Slam                |      |      |      |      |      |      |      |      |      |      |      |       |
| Abierto de Australia      | A    | A    | A    | 1R   | 1R   | A    | 1R   | A    | 1R   | 1R   | 2R   | 1–6   |
| Roland Garros             | A    | A    | A    | 1R   | A    | A    | 1R   | 2R   | 2R   | 3R   |      | 5–5   |
| Wimbledon                 | 2R   | A    | 1R   | 1R   | A    | A    | 1R   | A    | 1R   | 2R   |      | 2–6   |
| Abierto de Estados Unidos | A    | A    | 2R   | 1R   | A    | 2R   | A    | A    | 1R   | 1R   |      | 2–5   |
| G–P                       | 1–1  | 0–0  | 1–2  | 0–4  | 0–1  | 1–1  | 0–3  | 1–1  | 1–4  | 3–4  | 1–1  | 10-22 |

## Títulos WTA 125s

### Individual (1)
| N.º | Fecha                | Torneo       | Superficie | Oponente    | Resultado |
| --- | -------------------- | ------------ | ---------- | ----------- | --------- |
| 1.  | 19 de agosto de 2023 | Barranquilla | Dura       | Fiona Ferro | 6-1, 6-2  |

#### Finalista (1)
| N.º | Fecha               | Torneo | Superficie | Oponente       | Resultado     |
| --- | ------------------- | ------ | ---------- | -------------- | ------------- |
| 1.  | 25 de junio de 2023 | Gaiba  | Césped     | Ashlyn Krueger | 6-3, 4-6, 5-7 |

### Dobles (0)

#### Finalista (1)
| N.º | Fecha                   | Torneos          | Superficie | Pareja              | Oponentes                        | Resultado        |
| --- | ----------------------- | ---------------- | ---------- | ------------------- | -------------------------------- | ---------------- |
| 1.  | 27 de noviembre de 2015 | Carlsbad Classic | Dura       | Oksana Kalashnikova | Gabriela Cé Verónica Cepede Royg | 6–1, 4–6, [8–10] |

## Títulos ITF (30; 15+15)

### Individual (15)
| Torneos de $100,000 |
| Torneos de $75,000  |
| Torneos de $50,000  |
| Torneos de $25,000  |
| Torneos de $15,000  |
| Torneos de $10,000  |

| N.º | Fecha                  | Torneo                           | Superficie | Oponentes          | Resultado        |
| --- | ---------------------- | -------------------------------- | ---------- | ------------------ | ---------------- |
| 1.  | 24 de julio de 2006    | Les Contamines-Montjoie, Francia | Dura       | Sandra Záhlavová   | 6-3, 6-4         |
| 2.  | 7 de agosto de 2006    | Hechingen, Alemania              | Arcilla    | Magda Mihalache    | 6-2, 6-3         |
| 3.  | 22 de octubre de 2007  | Bratislava, Eslovaquia           | Dura (i)   | Petra Kvitová      | 6-2, 7-6(7)      |
| 4.  | 3 de noviembre de 2008 | Ismaning, Alemania               | Carpet (i) | Kristina Barrois   | 6-2, 6-3         |
| 5.  | 9 de febrero de 2009   | Estocolmo, Suecia                | Dura (i)   | Anikó Kapros       | 6-3, 6-2         |
| 6.  | 27 de abril de 2009    | Makarska, Croacia                | Arcilla    | Simona Halep       | 6-1, 4-6, 6-4    |
| 7.  | 24 de agosto de 2009   | El Bronx , Estados Unidos        | Dura       | Kristina Barrois   | 6-1, 6-4         |
| 8.  | 1 de agosto de 2011    | Hechingen, Alemania              | Arcilla    | Sarah Gronert      | 6-3, 6-4         |
| 9.  | 28 de julio de 2014    | Fort Worth, Estados Unidos       | Dura       | Hayley Carter      | 6-1, 6-1         |
| 10. | 13 de octubre de 2014  | Makinohara, Japón                | Hierba     | Shuko Aoyama       | 6-1, 6-2         |
| 11. | 8 de diciembre de 2014 | Mérida, México                   | Dura       | Victoria Rodríguez | 6-0, 6-3         |
| 12. | 8 de febrero de 2015   | Midland, Estados Unidos          | Dura (i)   | Louisa Chirico     | 6-2, 6-0         |
| 13. | 26 de octubre de 2015  | Toronto, Canadá                  | Dura (i)   | Jovana Jakšić      | 6-3, 6-2         |
| 14. | 5 de febrero de 2017   | Midland, Estados Unidos          | Dura (i)   | Naomi Broady       | 6-4, 6-7(6), 6-4 |
| 15. | 30 de junio de 2017    | Southsea, United Kingdom         | hierba     | Irina-Camelia Begu | 6-2, 6-2         |

### Dobles (15)
| Torneos de $100,000 |
| Torneos de $75,000  |
| Torneos de $50,000  |
| Torneos de $25,000  |
| Torneos de $15,000  |
| Torneos de $10,000  |

| N.º | Fecha                  | Torneos                 | Superficie  | Pareja                 | Oponentes                              | Resultado        |
| --- | ---------------------- | ----------------------- | ----------- | ---------------------- | -------------------------------------- | ---------------- |
| 1.  | 5 de mayo de 2003      | Varsovia, Polonia       | Arcilla     | Annette Kolb           | Barbora Machovská Ivana Plateniková    | 6-3, 6-3         |
| 2.  | 27 de abril de 2009    | Makarska, Croacia       | Arcilla     | Renata Voráčová        | Tereza Hladíková Karolina Kosińska     | 6-4, 5-7, [10-6] |
| 3.  | 11 de octubre de 2010  | Joue-les-Tours, Francia | Dura (i)    | Irena Pavlovic         | Stéphanie Cohen-Aloro Selima Sfar      | 6-4, 5-7, [10-8] |
| 4.  | 18 de octubre de 2010  | Saint Raphael, Francia  | Dura (i)    | Sandra Klemenschits    | Estrella Cabeza Candela Laura Pous Tió | 6-2, 6-4         |
| 5.  | 18 de abril de 2011    | Tessenderlo, Bélgica    | Arcilla (i) | Anna-Lena Grönefeld    | Elina Svitolina Maryna Zanevska        | 7-5, 6-3         |
| 6.  | 27 de junio de 2011    | Torun, Polonia          | Arcilla     | Stéphanie Foretz Gacon | Edina Gallovits-Hall Andreja Klepač    | 6-2, 7-5         |
| 7.  | 1 de agosto de 2011    | Hechingen, Alemania     | Arcilla     | Sandra Klemenschits    | Korina Perkovic Laura Siegemund        | 4-6, 6-2, [10-7] |
| 8.  | 19 de marzo de 2012    | Bath, Reino Unido       | Dura (i)    | Stephanie Vogt         | Julie Coin Melanie South               | 6-3, 3-6, [10-3] |
| 9.  | 25 de junio de 2012    | Stuttgart, Alemania     | Arcilla     | Sandra Klemenschits    | Lenka Juríková Zuzana Luknárová        | 6-3, 6-2         |
| 10. | 15 de abril de 2013    | Dothan, Estados Unidos  | Arcilla     | Julia Cohen            | Irina Falconi Maria Sanchez            | 6-4, 4-6, [11-9] |
| 11. | 9 de junio de 2014     | Essen, Alemania         | Arcilla     | Kristina Barrois       | Ysaline Bonaventure Elitsa Kostova     | 6-2, 6-2         |
| 12. | 13 de octubre de 2014  | Makinohara, Japón       | Hierba      | Miki Miyamura          | Makoto Ninomiya Mari Tanaka            | 6-3, 6-1         |
| 13. | 20 de octubre de 2014  | Hamamatsu, Japón        | Carpet      | Miki Miyamura          | Makoto Ninomiya Mari Tanaka            | 5-7, 6-2, [10-5] |
| 14. | 1 de diciembre de 2014 | Mérida, México          | Dura        | Renata Zarazúa         | Jan Abaza Hsu Chieh-yu                 | 7-6(1), 6-1      |
| 15. | 8 de diciembre de 2014 | Mérida, México          | Dura        | Renata Zarazúa         | Andrea Gámiz Valeria Savinykh          | 6-4, 6-1         |